# فكتور قصير
فيكتور قصير (1910–1997) رجل أعمال وسياسي لبناني شغل منصب نائب رئيس الوزراء ووزير الصناعة والاقتصاد بين عامي 1984 و1988.

## النشأة والتعليم
ولد قصير في بيروت عام 1910. ينحدر من عائلة رومية أرثوذكسية. حاصل على إجازة في العلوم التجارية عام 1930 من جامعة القديس يوسف في بيروت.

## حياة مهنية
بعد تخرجه بدأ قصير في ممارسة الأعمال التجارية. وفي عام 1958 انتخب عضواً في المجلس المالي الأرثوذكسي. وترأس جمعية التجار من عام 1972 إلى عام 1994. وكان عضواً في اللجنة الاستشارية لمصرف لبنان، وعضواً في نادي بيروت، وعضواً في مجلس إدارة البنك اللبناني الفرنسي. والحقيقة أن قصير كان أحد مُلَّاك الأخير (أي البنك اللبناني الفرنسي) مع فريد روفايل والأخوة عدنان القصار ونديم القصار.
شغل منصب نائب رئيس مجلس الوزراء ووزير الاقتصاد والصناعة في حكومة رئيس الوزراء رشيد كرامي في الفترة 29 نيسان 1984 - 22 أيلول 1988.

## الحياة الشخصية والوفاة
قصير متزوج وله أربعة أطفال. توفي في 13 أكتوبر 1997.

### الجوائز
حاصل على:
- وسام الأرز الوطني (رتبة ضابط)[4]
- وسام الاستحقاق (رتبة قائد)[2]
- وسام القديس بطرس الأكبر.[2]